# Nemzetközi Matematikai Unió
A  Nemzetközi Matematikai Unió (IMU) nemzetközi civil szervezet, ami a matematikusok nemzetközi együttműködésével foglalkozik. A Nemzetközi Tudományos Tanács (ICSU) tagszervezete és részt vesz Nemzetközi Matematikai Kongresszus négyévenkénti megrendezésében. Tagjai 65 ország matematikus szakmai szervezetei. Végrehajtó Bizottságának elnöke 2007. január 1. és 2010. december 31. között Lovász László volt.
A Nemzetközi Matematikai Unió (IMU) fő célja a nemzetközi együttműködés fellendítése a matematika terén. Foglalkozik többek között a matematika oktatás fő kérdéseivel; támogatja az oktatáshoz és kutatáshoz szükséges infrastruktúra kiépítését a fejlődő országokban; nemzetközi találkozókat, konferenciákat szervez és díjakkal jutalmazza a kimagasló tudományos eredményeket.
Az IMU 1920-ban alakult Berlinben, de 1932 szeptemberében fölbomlott, majd 1950-ben a New York-i alapító gyűlésen de facto újjáalakult. A alapítás hivatalos dátuma 1951. szeptember 10., amikor is 10 ország vált taggá. A következő mérföldkő az 1952 márciusi nagygyűlés volt Rómában, ahol megvitatták az új IMU tevékenységét és megválasztották az első végrehajtó bizottságot, elnököt és a különböző testületeket. 1952-ben a Nemzetközi Tudományos Tanács (ICSU) ismételten elismerte az IMU-t tagként. Az unió jelenlegi elnöke Igrid Daubechies (2011-2014).
Az IMU Közgyűlés 16. találkozóján 2010 augusztusában Bangalore-ban (India) Berlint választották az IMU állandó irodájának helyszínéül, amely 2011. január 1-jén nyitotta meg kapuit. Az irodának a Weierstraß-Institut, a Gottfried Wilhelm Leibniz Scientific Community egy tagintézete, ad otthont.

## Testületek
A International Commission on Mathematical Instruction (ICMI) keresztül az IMU világszerte szoros kapcsolatban áll a matematika oktatással. A testület szerkezete hasonló az IMU-éhoz; saját végrehajtó bizottsággal és nagygyűléssel rendelkezik.
Az IMU komoly hangsúlyt fektet a fejlődő országokbeli tevékenységekre. A költségvetés jelentős része, beleértve adományokat egyéni személyektől, matematikai szövetkezetektől, alapítványoktól, ezek támogatására fordul. Mindennek a koordinálása 2011 óta a Commission for Developing Countries (CDC, magyarul Fejlődő Országokért Bizottság) feladata.

## Díjak
A matematika világában az IMU által kibocsátott díjakat tartják a legmagasabb kitüntetésnek. A díjakat a négyévente ülésező Matematikusok Nemzetközi Kongresszusának nyitó ünnepélyén adják át: a Fields-érem (alkalmanként 2-4 medál), a Rolf Nevanlinna Prize (1986 óta), a Carl Friedrich Gauss Prize (2006 óta) és a Chern Medal (2010 óta).

## Tagság és Közgyűlés
Az IMU tagjai főként tagországok és mindegyik országot egy tagszervezet képvisel Ez lehet az ország fő akadémiája, tudományos tanácsa, egy matematikai társaság, vagy valamilyen más intézmény, illetve több intézményből álló szövetség, vagy egy erre alkalmas kormányi képviselet. Azok az országok, ahol a matematika kultúrája kibontakozó félben van, és amelyek szeretnének kapcsolatot létesíteni matematikusokkal a világ minden részéről, azok meghívottak csatlakozni az IMU-hoz. A közösen szponzorált tevékenységek, valamint az IMU célkitűzései együttes követésének megkönnyítése érdekében több nemzetiségű matematikai társaságok, illetve szakmai társaságok is csatlakozhatnak az IMU-hoz mint társtag. Az IMU közgyűlése, a tagszervezetek által kijelölt képviselőkből, valamint a végrehajtó bizottságból áll, és négyévente ülésezik. Minden fontos ügyről a közgyűlésen döntenek, beleértve a tisztviselők megválasztását, bizottságok létesítését, a költségvetés helybenhagyását, szerkezeti és szabályzati változásokat.

## Végrehajtó Bizottság
A Nemzetközi Matematikai Uniót a közgyűlés (EC) igazgatja, ami az unió ügyeit irányítja. Az EC az igazgatóból, két igazgatóhelyettesből, a titkárságból, hat négyévente választott rendkívüli tagból, valamint a leköszönt elnökből áll. Az EC elsősorban az irányelvi kérdésekért és feladatokért felel, úgymint az ICM Program Bizottság, vagy a különböző díj bizottságok tagjainak megválasztásáért.

## Publikáció
Az IMU kéthavonta megjelenő hírlevele, IMU-Net, az IMU és a nemzetközi matematikai közösség közötti kommunikáció fejlesztését igyekszik szolgálni. Beszámol az unió döntéseiről és javaslatairól, lényeges nemzetközi matematikai eseményekről és fejleményekről és egyéb jelentős, az általános matematikai érdeklődést illető témákról.
Az IMU közlemények évente jelennek meg, a célból, hogy értesítse az IMU tagokat az unió aktuális tevékenységéről.
Az IMU 2009-ben kiadta a Best Current Practices for Journals címen futó dokumentumot.

## IMU tevékenység fejlődő országokban
A matematika fellendítésére irányuló, első szervezett lépéseket az IMU az 1970-es évek elején tette meg, és azóta számos is tevékenységek támogat a fejlődő országokban. 2010-ben létrehozta a Fejlődő Országokért Bizottságot (CDC), amely a fejlődő országokbeli, matematikusokat és matematikát támogató kezdeményezésekre összpontosít.
IMU által támogatott kezdeményezések:
- Grants Program for Mathematicians: A CDC ezen programja támogatja egyrészt fejlődő országokból származó matematikusok kutató utazásait, valamint fejlődő országokban szervezendő matematikai konferenciákat. A program támogatásában (még) nem IMU tagok is részesülhetnek.[7]
- Az African Mathematics Millennium Science Initiative (AMMSI), az egy fekete-afrikai matematikai centrum hálózat, amely konferenciákat, workshopokat, látogató előadássorozatokat szervez, valamint egy széles körű ösztöndíj programot kínál az afrikai kontinensen doktori tevékenységet végző diákok számára.
- Mentoring African Research in Mathematics (MARM): Az IMU segítségével a London Mathematical Society (LMS) megalapította a MARM mentori programot, amely támogatja a matematikát, illetve annak oktatását Fekete-Afrikában. Elsősorban hosszútávú, egyéni matematikusok és diákok közötti mentori kapcsolatokra fókuszál.
- Az IMU Volunteer Lecturer Programja (VLP) olyan matematikusokat igyekszik fölfedezni, akik szívesen hozzájárulnának a fiatal matematikusok képzéséhez a fejlődő világban. A VLP rendelkezik egy önkéntes matematikusokból álló adatbázissal, melynek tagjai készek egy hónapos intenzív kurzusokat tartani fejlődő országokban. Az IMU olyan egyetemek és matematikai képzések jelentkezéseit is várja a fejlődő világból, melyeknek szüksége van önkéntes előadókra, és képesek gondoskodni a produktív együttműködéshez szükséges feltételek megteremtéséről.

Az IMU 2008-ban kibocsátotta a Mathematics in Africa: Challenges and Opportunities című riportot, amely beszámol a matematika jelenlegi helyzetéről Afrikában, valamint a matematikát támogató új kezdeményezések lehetőségeiről.

## Külső hivatkozások
- Az IMU honlapja
- First Woman President of the International Mathematical Union Archiválva 2013. december 3-i dátummal a Wayback Machine-ben, August 2010, AlphaGalileo
- Fields Medal 2010 Archiválva 2013. december 2-i dátummal a Wayback Machine-ben
- African Mathematics Millennium Science Initiative (AMMSI)
- Mentoring African Research in Mathematics (MARM) (archive)
- IMU, International Mathematical Union
- International Mathematical Union Fields Medal